# Mary Adamson Anderson Marshall
Mary Adamson Anderson Marshall (Boyndie, Banffshire, Escocia, 17 de enero de 1837 – 1910) fue una médica británica y miembro del grupo las siete de Edimburgo, las primeras mujeres en estudiar medicina en la Universidad de Edimburgo.

## Trayectoria
Hija de Mary Gavin (Mann por su apellido de soltera) y el reverendo Alexander Govie Anderson. Marshall empezó su formación médica en la Universidad de Edimburgo, y fue miembro del grupo las Siete de Edimburgo con Emily Bovell, Matilda Chaplin, Helen Evans, Sophia Jex-Blake, Edith Pechey e Isabel Thorne. Cuando en 1872 la Universidad de Edimburgo decidió que las mujeres no recibirían el título de licenciadas en medicina, Anderson continuó sus estudios en París.
En 1879, recibió su título de doctora en medicina de la Facultad de Medicina de París, donde escribió su tesis sobre la estenosis mitral y la frecuencia de ésta más alta en mujeres que en hombres ("Du rétrécissement mitral : sa fréquence plus grande chez la femme que chez l'homme").
Fue doctora del Nuevo Hospital Femenino de Marylebone, y se casó con Claud Marshall.

## Reconocimientos
Las siete de Edimburgo fueron reconocidas con el título de medicina póstumo por la Universidad de Edimburgo en la Sala McEwan Sala el sábado 6 de julio de 2019. Los títulos fueron recogidos en su nombre por alumnos que cursaban en ese momento sus estudios en la Escuela de Medicina de Edimburgo. La graduación fue la primera de una serie de homenajes de la Universidad de Edimburgo para conmemorar los logros y relevancia de las siete de Edimburgo.